# Hamamatsu
Hamamatsu (浜松市, Hamamatsu-shi) est une ville située dans la préfecture de Shizuoka, au Japon. Elle est la municipalité la plus peuplée de cette préfecture.

## Géographie

### Situation
Hamamatsu est située dans la préfecture de Shizuoka, sur l'île de Honshū, au Japon.

### Démographie
La population de la ville de Hamamatsu était, au 1er juin 2016, de 796 803 habitants répartis sur une superficie de 1 558,06 km2 (densité de population de 511 hab./km2).

### Divisions administratives

Arrondissements de Hamamatsu (du nord au sud : Tenryū-ku, Hamana-ku et Chūō-ku)

Lors de l'obtention de son statut de ville désignée par le gouvernement, Hamamatsu a été divisée en sept arrondissements. Le 1er janvier 2024, leur nombre est réduit à trois :
- Chūō-ku (regroupant les anciens arrondissements de Naka-ku, Higashi-ku, Minami-ku, Nishi-ku et une petite partie de Kita-ku) ;
- Hamana-ku (regroupant l'ancien arrondissement de Hamakita-ku et une grande partie de Kita-ku) ;
- Tenryū-ku.

### Topographie
Hamamatsu se situe sur une plaine et sur le plateau de Mikatahara au sud et sur une zone montagneuse au nord. 

### Hydrographie
La ville de Hamamatsu est bordée par le lac Hamana, à l'ouest, le fleuve Tenryū à l'est et l'océan Pacifique au sud.

### Climat
Le climat dans le sud de Hamamatsu est tempéré avec peu de neige en hiver ; cependant, l'hiver est venteux à cause d'un vent sec nommé enshu no karakkaze qui est propre à la région. Le climat du nord est plus rude à cause de la présence de vents de type foehn. En été, la température maximum est de 35 degrés à Tenryū-ku et l'hiver est enneigé.

## Histoire
Hamamatsu a été fondée le 1er juillet 1911.
Le 1er juillet 2005, les villes de Tenryū et Hamakita ainsi que les bourgs de Haruno (district de Shuchi), Hosoe, Inasa, Mikkabi (district d'Inasa), Sakuma, Misakubo, Tatsuyama (district d'Iwata), Maisaka et Yuto (district de Hamana) ont été intégrés à Hamamatsu. Hamamatsu a pris le statut de ville désignée par le gouvernement le 1er avril 2007.

### Chronologie
- 1er juillet 1911 : fondation de la ville.
- 19 mai 1945 : la population est estimée à 166 346 habitants. 272 bombardiers B-29, visant des usines et une base aérienne du complexe militaro-industriel japonais détruisent 60,3 % de la ville[2].
- 1er avril 1989 : ouverture du bureau de la préfecture de Shizuoka à Hamamatsu.
- 1er mai 1990 : ouverture de Hamamatsu Arena.
- 1er janvier 1991 : fusion de Hamamatsu avec le village de Kami du district de Hamana.
- 1er mai 1994 : ouverture d'Act Tower.
- 1er octobre 1995 : ouverture du musée des instruments de musique de Hamamatsu.
- 1er avril 1996 : Hamamatsu est nommée ville noyau.
- 1er avril 1998 : ouverture de l'école de musique d'Act City.
- 3 avril 2000 : ouverture de l'Université d'Art et Culture de Shizuoka (静岡文化芸術大学, Shizuoka bunka geijutsu daigaku?).
- 8 avril au 11 octobre 2004 : Pacific Flora 2004 (l'exposition internationale de jardins et d'horticulture de Shizuoka) a lieu au parc de Hanamako.
- 1er juillet 2005 : fusion de Hamamatsu avec Hamakita et Tenryū, avec Inasa, Hosoe et Mikkabi du district d'Inasa (ce qui conduisit à la dissolution de ce district), avec Yūtō et Maisaka du district de Hamana, avec Sakuma, Misakubo et Tatsuyama du district d'Iwata (qui fut également dissout), et avec Haruno du district de Shūchi.
- 1er avril 2007 : Hamamatsu est nommée « ville désignée par le gouvernement ».

## Économie

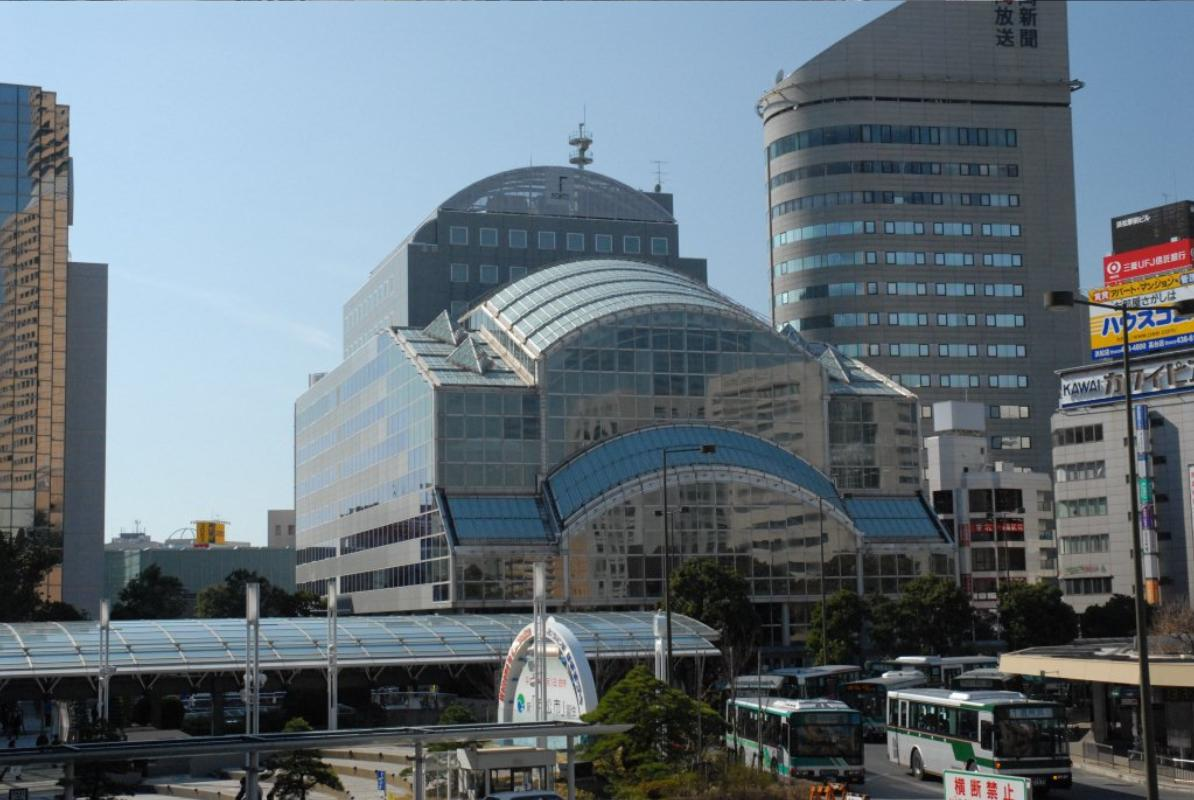
Centre-ville moderne.

Hamamatsu est connue pour être une ville industrielle, en particulier pour la fabrication d'instruments de musique et de motos. Plusieurs importants sites de production du complexe militaro-industriel japonais étaient établis dans cette ville dont Nakajima.
La ville était également connue pour ses fabriques de tissus, mais la plupart de ces industries ont fermé dans les années 1990. Sur les 274 700 Brésiliens qui travaillent au Japon, 19 000 travaillent à Hamamatsu.

### Entreprises ayant leur siège à Hamamatsu
- Hamamatsu Photonics K.K.[4]
- Kawai Instruments (河合楽器製作所, Kawai gakki seisakusho?)
- Roland
- Suzuki
- Tokai Gakki (東海楽器製造株式会社, Tōkai Gakki seizō kabushiki-gaisha?)
- Yamaha

### Entreprises fondées à Hamamatsu
- Honda

## Transports

### Trains

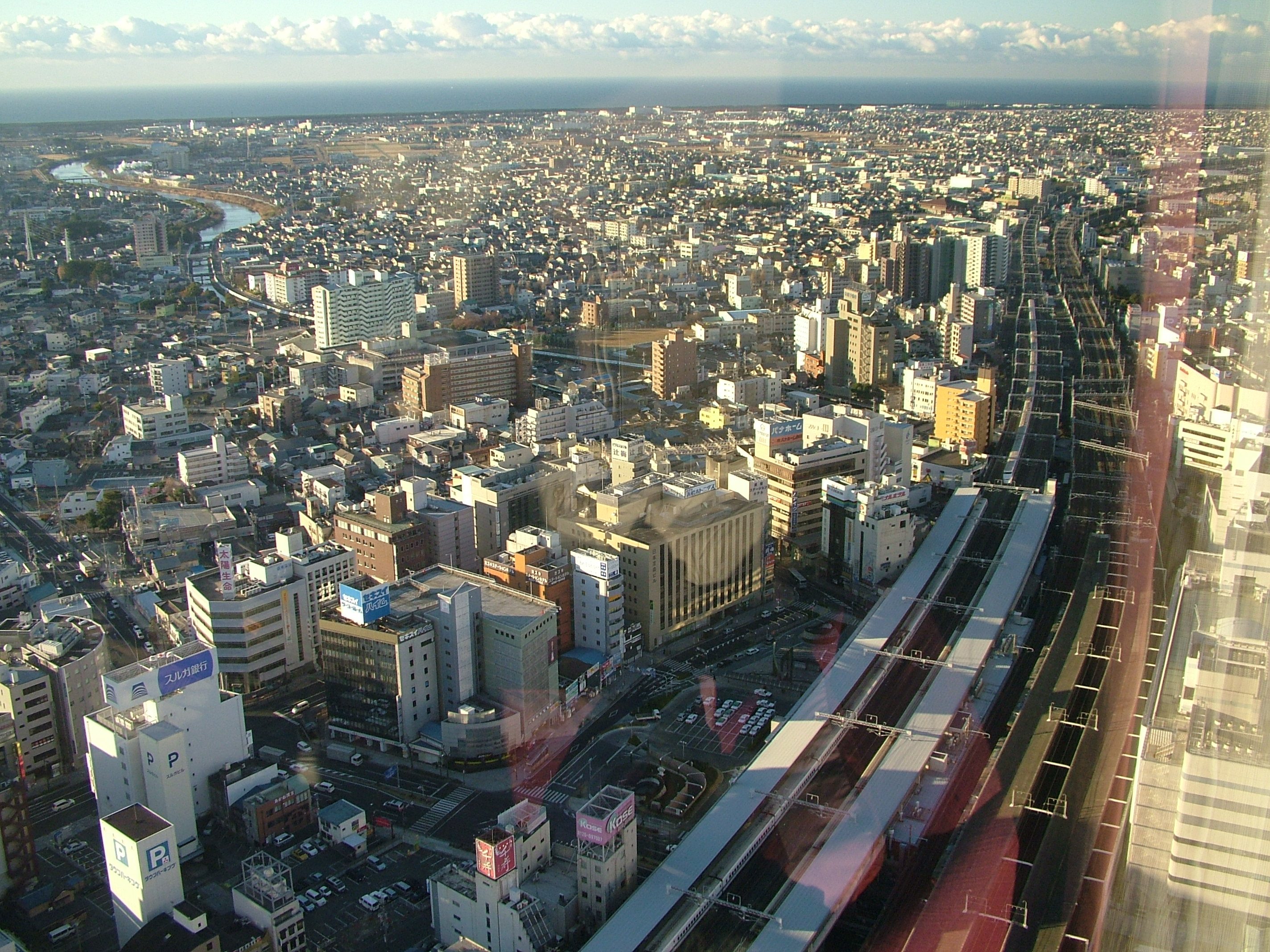
Vue de Hamamatsu avec les rails de la ligne Shinkansen Tōkaidō.

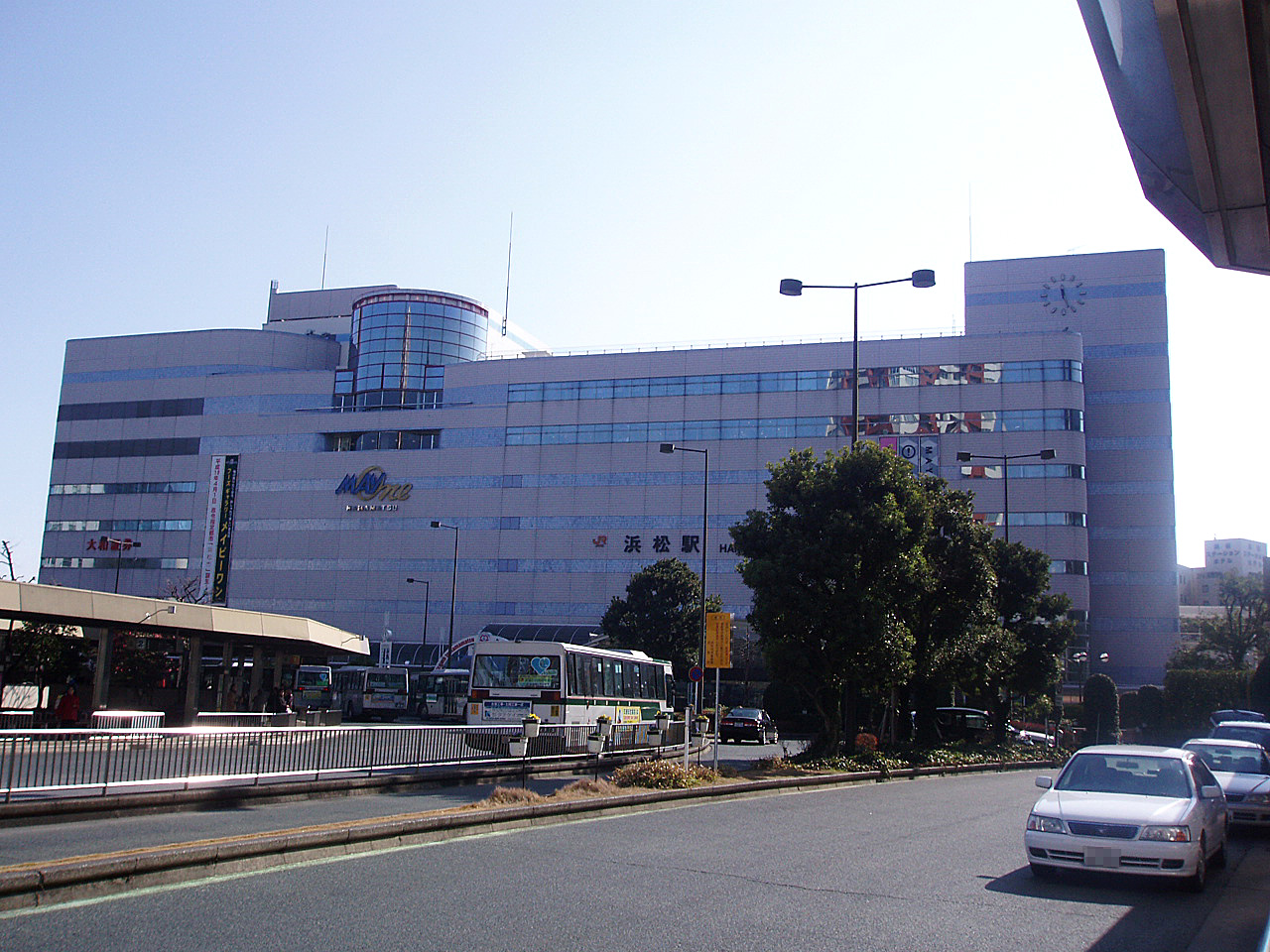
Gare de Hamamatsu.

Hamamatsu est desservie par la ligne Shinkansen Tōkaidō à la gare de Hamamatsu. La gare est desservie par certains trains Hikari et par tous les trains Kodama. La ville se situe à peu près au milieu de la ligne Shinkansen Tōkaidō et le temps de trajet vers Tokyo et vers Shin-Osaka est d'environ une heure et demie en Hikari et de deux heures en Kodama.
Deux lignes classiques de la compagnie JR Central passent par la ville. La ligne principale Tōkaidō s'arrête aux gares de Bentenjima, Maisaka, Takatsuka, Hamamatsu et Tenryūgawa. La ligne Iida s'arrête dans treize gares de l'arrondissement de Tenryū.
La ligne Enshū Railway de la compagnie Entetsu, également appelée Akaden (赤電) (train rouge), est une ligne de train locale qui relie Shin-Hamamatsu à la gare de Nishi-Kajima.
La ligne Tenryū Hamanako de la compagnie Tenhama s'arrête dans plusieurs gares des arrondissements de Kita, de Hamakita et Tenryū. La ligne est en correspondance avec la ligne Enshu Railway à la gare de Nishi-Kajima.

### Routes

#### Voies express
- Voie express de Tōmei
- Seconde voie express de Tōmei (en construction)
- Voie express de Sanen Nanshin (en construction)

#### Autoroutes nationales
Hamamatsu est desservie par les autoroutes 1, 42, 150, 152, 257, 301 et 352.

### Bus
Le bus est le principal moyen de transport public à Hamamatsu. La plupart des bus sont exploités par la compagnie Enshū Railway sous le nom Entetsu bus (遠鉄バス, Entetsu basu).
Des liaisons régulières par car grande distance (高速バス, Kōsoku basu), appelé en anglais Highway Bus, permettent de relier la ville à Tōkyō, Kyōto, Ōsaka et Yokohama. Les liaisons réalisées par Enshū Railway sont nommées e-LineR.

### Aéroports
Il n'y a pas d'aéroport civil à Hamamatsu mais une importante base aérienne mise en service en 1925.
L'aéroport le plus proche est l'aéroport international du Chūbu dans la préfecture d'Aichi, à environ 87 km à l'ouest de la ville. Des navettes par car (Entetsu e-wing) relient la gare routière de Hamamatsu à l’aéroport du Chūbu ainsi qu'à l'aéroport international de Tokyo-Haneda (correspondance par Yokohama). L'aéroport de Shizuoka a été mis en service à l'été 2009. Il se trouve entre Makinohara et Shimada, à 43 km à l'est de Hamamatsu.

## Culture locale et patrimoine

### Patrimoine architectural

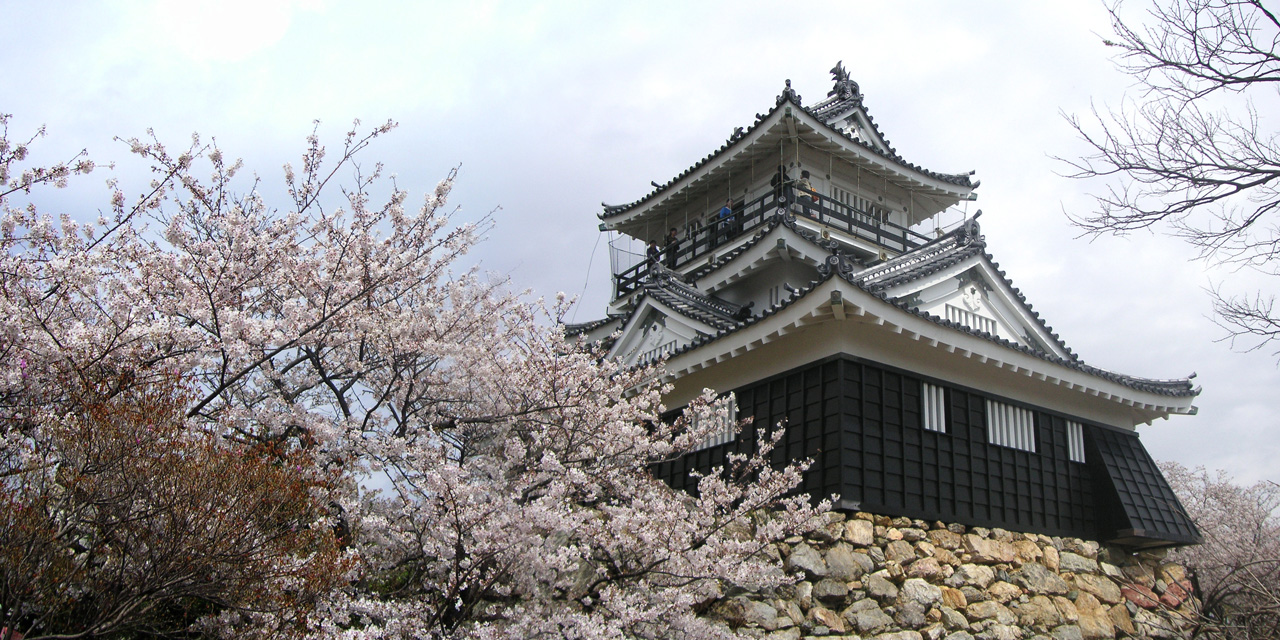
Le château de Hamamatsu.

- Tour observatoire d'Act City : la grande tour de Hamamatsu, proche de la gare, est un symbole de la ville. Sa forme évoque celle d'un harmonica, rappelant que Hamamatsu est parfois appelée « la ville de la musique ». L'immeuble contient des boutiques, un restaurant, l'hôtel Okura, et un observatoire au 45e étage d'où on peut voir toute la ville jusqu'aux dunes de sable sur le rivage. Si le temps est dégagé, on peut même apercevoir le mont Fuji au loin.
- Monument Chopin : cette statue est une réplique de la statue Art nouveau du compositeur polonais Frédéric Chopin, œuvre du sculpteur Wacław Szymanowski. L'original est à Varsovie, ville jumelée avec Hamamatsu.
- Château de Hamamatsu : le parc du château s'étend du nouvel hôtel de ville jusqu'au nord. Le château se trouve sur une colline au sud-est du parc. Il a été construit par Tokugawa Ieyasu, considéré comme l'un des plus importants shoguns et l'un des trois acteurs majeurs de la réunification du Japon. Son règne marque le début de l'époque d'Edo (1603-1868). Il vécut au château de Hamamatsu de 1571 à 1588. Après l'époque d'Edo, le château fut détruit, puis il fut reconstruit en 1958. Il abrite un petit musée qui contient des armures et des objets personnels de Tokugawa, ainsi qu'une maquette reconstituant la ville il y a 400 ans. Le parc contient un jardin japonais, un bassin à carpes koï et un pavillon de cérémonie du thé (chashitsu).

### Patrimoine naturel
- Parc floral de Hamamatsu
- Parc fruitier de Hamamatsu
- Zoo municipal de Hamamatsu
- Musée des instruments de musique : visibilité par le public d'un piano-forte Anton Walter daté du début du XIXe siècle. Ce piano comporte six octaves. Monté sur cinq pieds de section carrée, il est décoré de cuivre et de dorures.

### Événements

#### Festival de Hamamatsu
Le festival de Hamamatsu a lieu du 3 mai au 5 mai chaque année. Il est connu pour son takoage gassen, ou parade des cerfs-volants, et ses luxueux palais flottants. Le festival trouve son origine il y a environ quatre cent trente ans, quand le seigneur du château de Hamamatsu fêta la naissance de son premier fils par une parade de cerfs-volants. Pendant l'ère Meiji, il devint populaire de fêter la naissance d'un premier fils par le hatsu dako, le premier cerf-volant, et le festival de Hamamatsu conserve cette tradition. Plus de cent soixante cerfs-volants volent au son des trompettes.
Pendant les nuits du festival, les habitants paradent dans les rues en portant plus de soixante-dix yatai, ou palais flottants, richement décorés, en jouant de la musique traditionnelle.

#### Festival Manyo de Hamakita
Cette fête a lieu dans le parc Manyo-no-Mori, pour commémorer l'époque Manyo et préserver sa culture. Les participants portent des costumes de l'ère Manyo et récitent d'anciens poèmes. Ce festival a lieu à Hamakita-ku en octobre.

#### Festival de la route de la princesse
Cette fête reconstitue la procession d'une princesse dans son palanquin suivie de plus de cent personnes dont des suivantes, des samouraïs et des serviteurs, sous les cerisiers en fleurs le long de la rivière Toda. Pendant l'époque d'Edo, les princesses utilisaient souvent cette route qualifiée de Hime kaidō (姫街道, litt. « route de la princesse »), parce qu'il était facile aux palanquins princiers de l'emprunter. Cette fête a lieu à Kita-ku en avril.

#### Enshu dainenbutsu (chants bouddhistes)
Lors de la première fête d'Obon après la mort d'un être cher, les familles peuvent demander qu'un dainenbutsu (rituel de chants sacrés bouddhistes) ait lieu devant leur maison. Ce rituel est une tradition locale. Une procession a lieu devant la maison, précédée d'une personne portant une lanterne, et marche au son des flûtes, des tambours et des cymbales. Cette fête a lieu le 15 juillet.

#### Festival de marionnettes d'Inasa
C'est un des quelques festivals de marionnettes japonais qui regroupe soixante représentations d'environ trente pièces par des marionnettistes venus de tout le pays. Les spectacles sont appréciés des enfants et des adultes. Cette fête a lieu à Kita-ku en novembre.

#### Fête du feu d'Akiha
Depuis longtemps, les Japonais croient que le mont Akiha a des pouvoirs surnaturels qui protègent des incendies. Des danses et des spectacles de feu ont lieu au sanctuaire d'Akiha, tandis qu'au temple d'Akiha, une procession aux flambeaux rassemble les croyants et les riverains. Cette fête a lieu à Tenryū-ku en décembre.

#### Fête des pruniers en fleur de Shoryu
Dans le jardin de Ryūsui coule une rivière à sept cascades, bordée d'environ quatre-vingts pruniers japonais, ressemblant à des dragons chevauchant des nuages dans le ciel. Les riverains viennent admirer la floraison de ces arbres au printemps. Il y a aussi environ deux cents jeunes arbres plantés sur le flanc de la montagne. Cette fête a lieu à Kita-ku entre fin février et fin mars.

## Personnalités liées à la municipalité
- Torakusu Yamaha (1851-1916), fabricant d'orgues et fondateur de Yamaha en 1888.
- Koichi Kawai (1886-1955), fondateur de Kawai Instruments en 1929.
- Michio Suzuki (1887-1982), fondateur de Suzuki en 1939.
- Kenjiro Takayanagi (1899-1990), professeur et pionnier de la fabrication de télévisions.
- Soichiro Honda (1906-1991), fondateur de Honda en 1948.
- Hiromi Uehara, musicienne née en 1979.
- Hiroshi Amano